# Errigal Ciaran
L'Errigal Ciarán GAC è un club di calcio gaelico, fondato nel 1990, nella città di Ballygawley, Tyrone, Irlanda del Nord, dove tuttora ha sede.
Nonostante la loro storia sia molto breve, sono l'unica squadra di Tyrone ad avere vinto l'Ulster Senior Club Football Championship. Questo è successo ben due volte: nel 1993 e nel 2003.